# Luçac (Charente)
Luçac (en francès Lussac) és un municipi francès situat al departament del Charente i a la regió de la Nova Aquitània. L'any 2007 tenia 283 habitants.

## Demografia

### Població
El 2007 la població de fet de Lussac era de 283 persones. Hi havia 100 famílies de les quals 20 eren unipersonals (12 homes vivint sols i 8 dones vivint soles), 40 parelles sense fills, 32 parelles amb fills i 8 famílies monoparentals amb fills.
La població ha evolucionat segons el següent gràfic:
Habitants censats

### Habitatges
El 2007 hi havia 122 habitatges, 100 eren l'habitatge principal de la família, 9 eren segones residències i 13 estaven desocupats. Tots els 121 habitatges eren cases. Dels 100 habitatges principals, 83 estaven ocupats pels seus propietaris, 15 estaven llogats i ocupats pels llogaters i 2 estaven cedits a títol gratuït; 1 tenia una cambra, 5 en tenien dues, 10 en tenien tres, 41 en tenien quatre i 43 en tenien cinc o més. 83 habitatges disposaven pel capbaix d'una plaça de pàrquing. A 35 habitatges hi havia un automòbil i a 59 n'hi havia dos o més.

### Piràmide de població
La piràmide de població per edats i sexe el 2009 era:
| Homes | Edats   | Dones |
| ----- | ------- | ----- |
| 0     | 95 o +  | 0     |
| 0     | 90 a 94 | 0     |
| 0     | 85 a 89 | 0     |
| 4     | 80 a 84 | 4     |
| 4     | 75 a 79 | 4     |
| 8     | 70 a 74 | 8     |
| 4     | 65 a 69 | 8     |
| 8     | 60 a 64 | 8     |
| 4     | 55 a 59 | 0     |
| 16    | 50 a 54 | 16    |
| 12    | 45 a 49 | 12    |
| 8     | 40 a 44 | 0     |
| 12    | 35 a 39 | 4     |
| 16    | 30 a 34 | 24    |
| 4     | 25 a 29 | 4     |
| 8     | 20 a 24 | 4     |
| 4     | 15 a 19 | 20    |
| 4     | 10 a 14 | 24    |
| 12    | 5 a 9   | 12    |
| 20    | 0 a 4   | 20    |

## Economia
El 2007 la població en edat de treballar era de 165 persones, 114 eren actives i 51 eren inactives. De les 114 persones actives 101 estaven ocupades (60 homes i 41 dones) i 13 estaven aturades (6 homes i 7 dones). De les 51 persones inactives 14 estaven jubilades, 6 estaven estudiant i 31 estaven classificades com a «altres inactius».

### Ingressos
El 2009 a Lussac hi havia 103 unitats fiscals que integraven 269 persones, la mediana anual d'ingressos fiscals per persona era de 13.862 €.

### Activitats econòmiques
Dels 9 establiments que hi havia el 2007, 2 eren d'empreses de construcció, 2 d'empreses de comerç i reparació d'automòbils, 4 d'empreses de serveis i 1 d'una empresa classificada com a «altres activitats de serveis».
Dels 2 establiments de servei als particulars que hi havia el 2009, 1 era un paleta i 1 perruqueria.
L'any 2000 a Lussac hi havia 17 explotacions agrícoles que ocupaven un total de 603 hectàrees.

## Equipaments sanitaris i escolars
El 2009 hi havia una escola elemental integrada dins d'un grup escolar amb les comunes properes formant una escola dispersa.

## Poblacions més properes
El següent diagrama mostra les poblacions més properes.